# Magic (Kryptologie)
Magic war im Zweiten Weltkrieg der amerikanische Deckname für Informationen, die aus der Entzifferung verschlüsselter japanischer Nachrichten gewonnen wurden. 
Einer der wichtigsten Maschinenschlüssel, die von Japan eingesetzt wurde, war die „Lateinbuchstaben-Schreibmaschine Typ 97“, von den Amerikanern als Purple („lila“) bezeichnet. Ähnlich wie die Deutschen mit ihrer Enigma-Maschine konnte die Japaner mithilfe von Purple
Klartexte in Geheimtexte umwandeln. Und ähnlich wie die Briten (siehe auch: Bletchley Park) die deutsche Maschine brachen, und diese Tatsache unter dem Decknamen Ultra verbargen, konnten auch die Amerikaner die japanische Maschine brechen. Ihnen diente Magic als Tarnname, um die Tatsache zu verbergen, dass sie Purple-verschlüsselte Nachrichten mitlesen konnten.
Auch nachrichtendienstliche Erkenntnisse, die aus anderen japanischen Verschlüsselungsmethoden gewonnen wurden, wie aus diversen Codes, die die Kaiserlich Japanische Marine einsetzte, und die ebenfalls entziffert werden konnten, wurden unter demselben Decknamen Magic zusammengefasst.

## Vorgeschichte

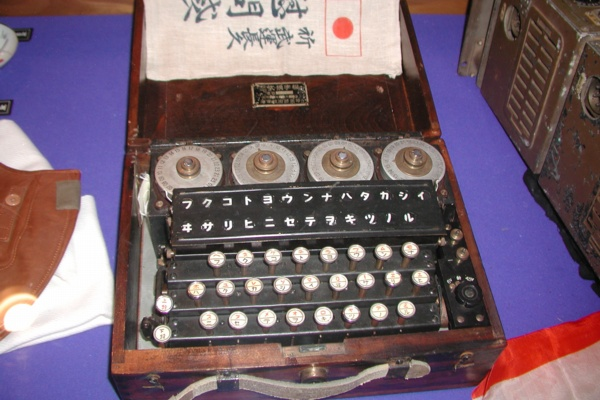
Bei der San-shiki Kaejiki liegen die Walzen flach nebeneinander

In den frühen 1930er-Jahren erwarb Japan eine kommerzielle Version der deutschen Enigma, modifizierte sie und baute sie nach. Es entstand die San-shiki Kaejiki. Nach beträchtlichen Anstrengungen gelang dem Signals Intelligence Service (SIS) der US-Army im Jahr 1936 mithilfe einer von William Friedman entwickelten statistischen Analysetechnik, ein erster Einbruch. Diese Maschine erhielt den amerikanischen Decknamen Red (rot).

## Entzifferung

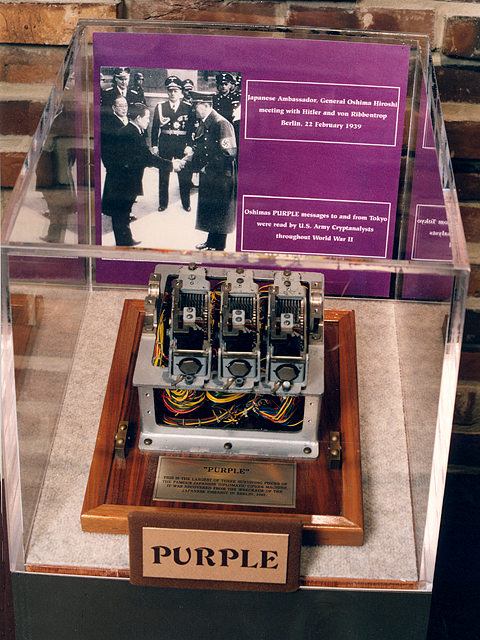
Authentisches Bauteil der japanischen Magic-Maschine

Dieser Erfolg war jedoch nicht von Dauer. Anfang 1939 führte das japanische Außenministerium die Purple ein. Damals war unklar, ob auch diese Maschine überwunden werden konnte, die von Japan auch für allerwichtigste Nachrichten genutzt wurde, unter anderem für die, mit der der Abbruch der diplomatischen Beziehungen zwischen Japan und den USA geheim kommuniziert wurde, und damit indirekt den Krieg ankündigte. Purple wurde auch von der japanischen Botschaft in Berlin eingesetzt, um unter anderem Informationen über Zustände und Pläne der Wehrmacht nach Japan zu melden.
Nach Monaten mühsamer Forschungsarbeit gelang es den USA im August 1940, eine Emulation der Purple fertigzustellen, ohne die echte japanische Maschine je zu Gesicht bekommen zu haben. Entscheidend war nun die Geheimhaltung dieser Fähigkeit des „Mitlesens“, um zu verhindern, dass Japan vom Einbruch erfuhr und das Verfahren änderte. Zwar gab es wohl Hinweise an japanische Stellen, dass Purple gebrochen sei, diese wurden jedoch offenbar ignoriert.